# 화성 용주사 목조소대
화성 용주사 목조소대(華城 龍珠寺 木造疏臺)는 대한민국 경기도 화성시 송산동 용주사에 있는 조선시대의 조각품이다. 2009년 6월 24일 경기도의 문화재자료 제152호로 지정되었다.

## 개요
소대는 소통이라고도 하며, 불교 의식을 행할 때 발원문을 읽고 난후 그 발원문을 넣어두는 통이다. 용주사 목조소대는 전체적인 구조와 세부 문양이 매우 우수하여 용주사 창건시에 제작된 작품으로 추정된다.

## 참고 문헌
- 화성 용주사 목조소대 - 국가유산청 국가유산포털